# HMS Salamander (1832)
HMS Salamander – brytyjski slup wojenny, bocznokołowiec o napędzie parowym.

## Budowa i historia
Na początku lat trzydziestych dziewiętnastego wieku Royal Navy zamówiła pięć „prototypowych” okrętów wojennych z napędem parowym. Jeden z takich okrętów zaprojektował Joseph Seaton ze stoczni Sheerness Dockyard. Konstrukcja oparta była na okrętach żaglowych slup z tym, że wyposażony on został w jeden kocioł parowy, który napędzał dwa silniki parowe – każdy z nich napędzał jedno koło łopatkowe umieszczone z boku okrętu. 
Budowę okrętu rozpoczęto w stoczni Sheerness Dockyard w kwietniu 1831 roku, a wodowano go 14 maja 1832 roku. Wcielony do Royal Navy w dniu 12 lutego 1833 roku otrzymał oznaczenia HMS Salamander. 
Po wcieleniu do Royal Navy działał na terenie mórz europejskich, uczestniczył w latach 1836/1837 w wojnie Hiszpanii między wojskami Izabelii II a wojskami Don Carlosa w walce o tron Hiszpanii. Przewożąc zaopatrzenie oraz wojska i wspierał je ogniem.
W związku w wprowadzaniem do konstrukcji okrętów śrub okrętowych stał się okrętem przestarzałym. Skierowano go wtedy do Azji, odbył wtedy rejs dookoła Ameryki Południowej. W latach 1844 – 1846 stacjonował w Papeete, gdzie był obserwatorem wojny o Tahiti.
Następnie wziął udział w wojnie birmańsko-brytyjskiej w 1852 roku. Po zakończeniu wojny w roku 1865 zajmował się badaniem wybrzeża Queenslandu. W 1873 powrócił do Wielkiej Brytanii, gdzie stacjonował w Portsmouth i w 1875 roku został przeniesiony do rezerwy. Ostatecznie w 1883 roku został wycofany ze służby i sprzedany na złom.